# H3スクール!
『H3スクール!』（エッチスリースクール）は、高田りえによる日本の漫画作品。
漫画雑誌『少女コミック』（小学館）にて2003年の17号から2005年の1号まで連載された。単行本は全5巻。
「H3」は、「HAPPY（ハッピー）」「HUSTLE（ハッスル）」「HIGH（ハイ）」の頭文字。

## あらすじ
高校1年生の花美（はなび）が通う乙女女子学院は、2学期から明比男子高校と合併した。初めての共同始業式で出会った恭明（やすあき）の第一印象は最悪だったが、次第に惹かれていく。

## 登場人物
大空 花美（おおぞら はなび）
男女共学校になった途端、男に免疫の無い元乙女女子学院の生徒会に協力を求められる。男女交際禁止の校則を撤回させたことで、女子生徒会役員から生徒会の正式メンバーへとなり、副会長になる。
雅楽 恭明（がらく やすあき）
明美高校生徒会会長。男ばかりの家庭で育ち、女性への免疫がまったくないため、弱点とも言われるほど女が苦手。花美にサーフィンをけしかけ、おぼれた花美を助けようと人工呼吸をした結果、免疫がないため真っ赤になってしまう。どんなに可愛い女の子も、野菜やヒヨコに見えてしまう。
久遠 良知（くおん よしとも）
明美高校生徒会副会長。恭明の親友。恭明を女嫌いにした張本人。
会童 時久（あいどう ときひさ）
明美高校生徒委員長。恭明の万能さにより何かと2位に甘んじているため、恭明を宿敵視している。